# Tai-Pan (film)
Tai-Pan è un film del 1986, diretto dal regista Daryl Duke, tratto dal bestseller omonimo di James Clavell. Il film fu prodotto da Dino de Laurentiis, ma al botteghino non riscosse il successo sperato.

## Trama
Cina, seconda metà dell'800. Il film racconta la storia di Dirk Struan soprannominato Tai-Pan, "capo supremo", un commerciante illegale che opera fra oriente ed occidente. Cacciato dalle autorità da Canton, luogo che utilizzava come base, troverà rifugio su un'isola dove continuerà il commercio clandestino dopo l'acquisto britannico di Hong Kong. Dopo la sua morte il figlio continuerà la sua attività.